# Gunma-kenritsu Joshi Daigaku

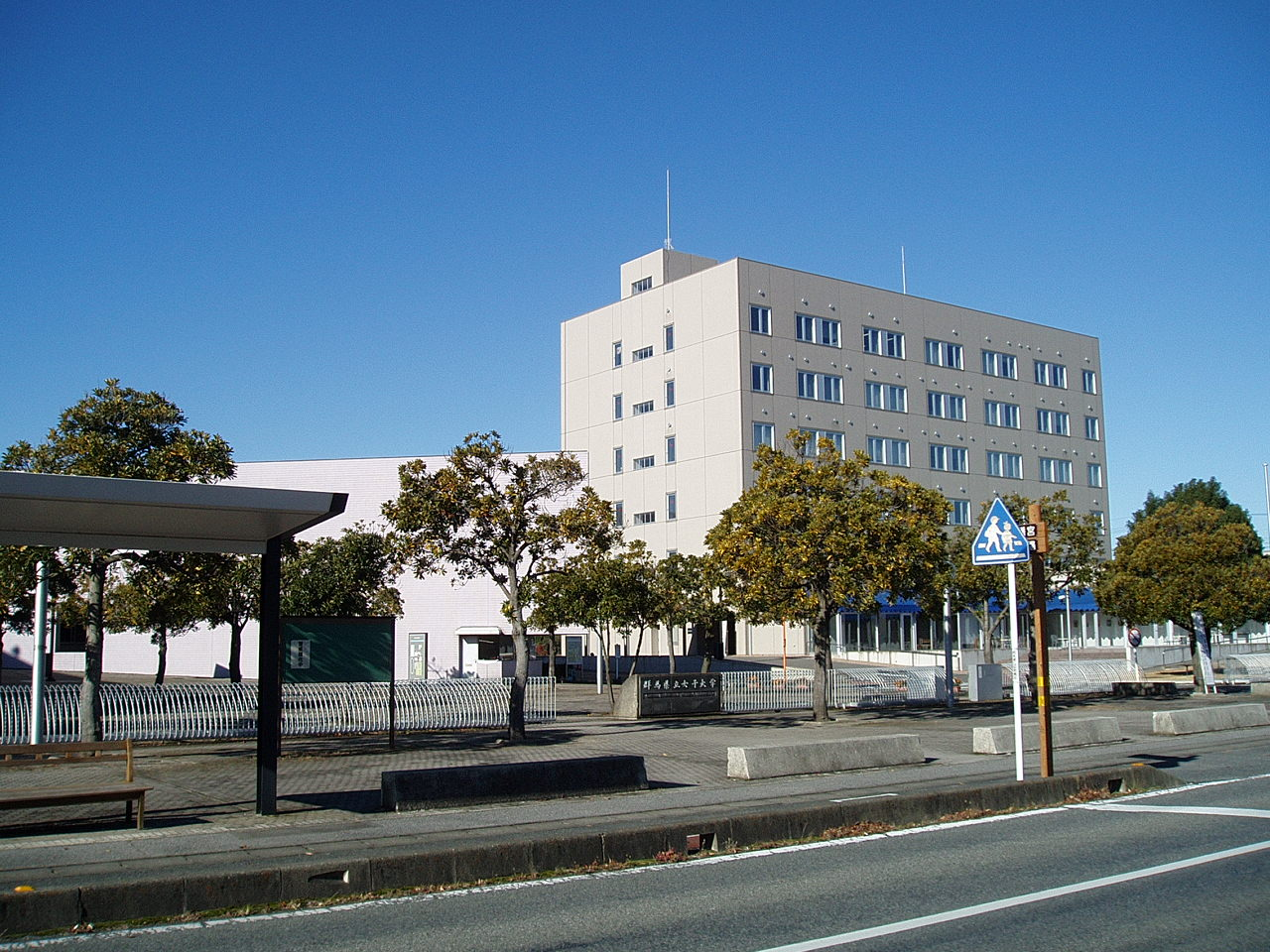
Haupteingang (2011)

Die Gunma-kenritsu Joshi Daigaku (japanisch 群馬県立女子大学, dt. „Präfekturale Frauenuniversität Gunma“; engl. Gunma Prefectural Women's University, kurz: GPWU) ist eine öffentliche Universität in Tamamura in der Präfektur Gunma (Japan).
Die Universität wurde 1980 gegründet, und 1982 zog sie in den heutigen Campus um. 1994 richtete sie die koedukative Graduiertenschule (Masterstudiengänge) ein.

## Fakultäten
- Fakultät für Geisteswissenschaften
  - Abteilung für Japanische Literatur
  - Abteilung für Englische und Amerikanische Kultur
  - Abteilung für Ästhetik und Kunstgeschichte
  - Abteilung für Kultur- und Informationswissenschaften
- Fakultät für Internationale Kommunikation